# Qizhong Forest Sports City Arena
Het Qizhong Forest Sports City Arena, ook wel bekend als het Qizhong Stadion, is een tennisstadion in Shanghai. Het is gelegen ten zuiden van de binnenstad in het district Minhang. Evenals het Centre Court van Wimbledon en het Rod Laver Arena in Melbourne beschikt het stadion over een uitschuifbaar dak. Hierdoor kan men indoor én outdoor-wedstrijden spelen.
Het is na het Olympic Green Tennis Center in Peking het grootste tennisstadion van Azië.

## Geschiedenis
Het Qizhong Stadion werd tussen 2003 en 2005 gebouwd. In het stadion organiseerde men tussen 2005 en 2008 de Tennis Masters Cup en vanaf 2009 het ATP-toernooi van Shanghai, dat in de ATP World Tour Masters 1000-categorie valt.